# Інститут тропічної медицини імені Бернгарда Нохта
53°32′49″ пн. ш. 9°57′54″ сх. д. / 53.54694444° пн. ш. 9.965° сх. д.

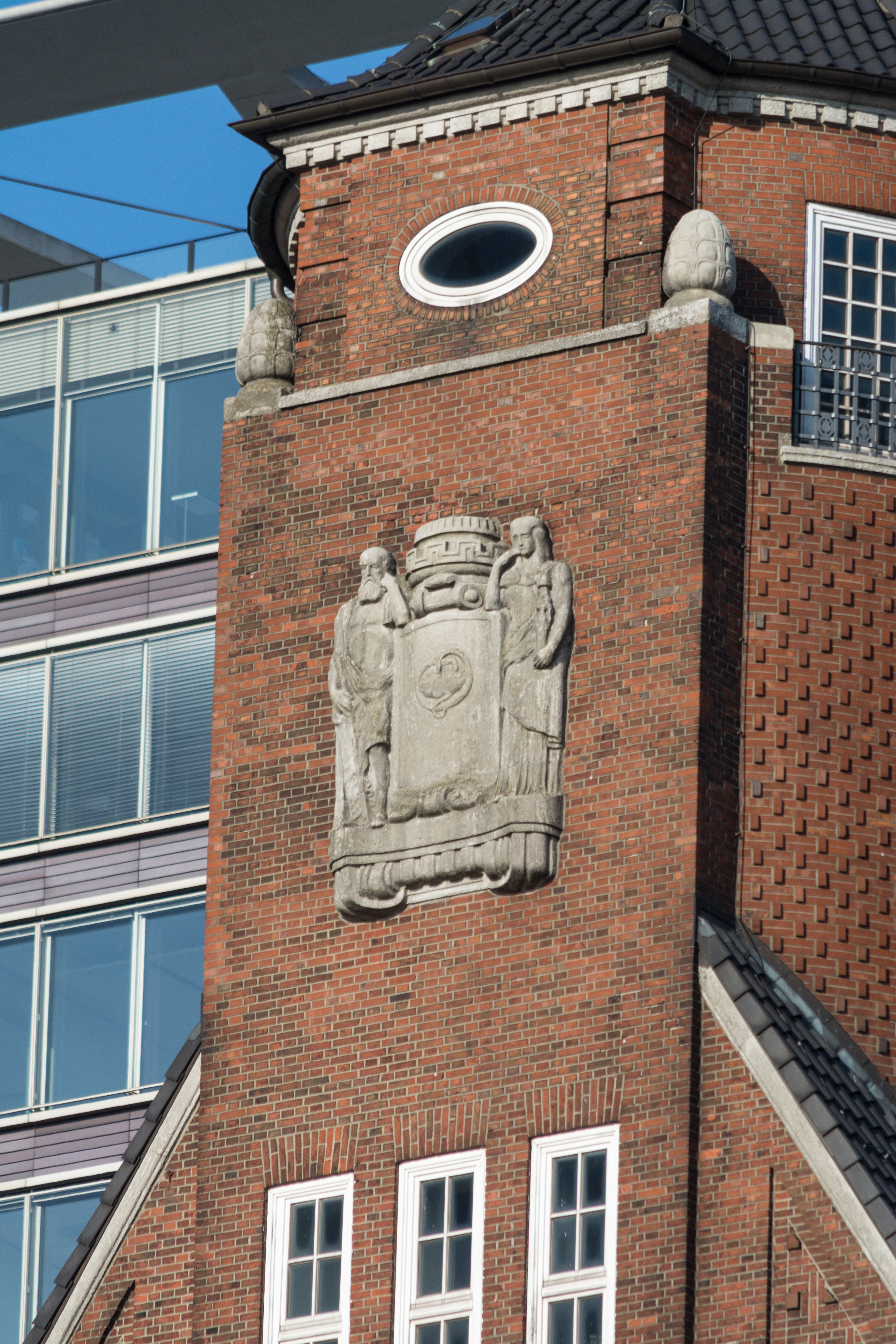
Головна башта інституту тропічної медицини імені Бернґарда Нохта з барельєфом «Щит з раковиною і змієм, чоловік з жезлом і жінка з амфорою»

Інститут тропічної медицини імені Бернгарда Нохта (нім. Bernhard-Nocht-Institut für Tropenmedizin) — найбільший інститут тропічної медицини в Німеччині, розташований у Гамбурзі. У ньому працює близько 250 співробітників. Він є членом Наукового товариства імені Лейбніца.

## Історія створення
Епідемія холери 1892 року, яка призвела до тисяч смертей, змусила сенат і громаду Гамбурга до реформи системи охорони здоров'я. Заснування Тропічного медичного інституту здійснювалося за підтримки німецького уряду для вивчення корабельних і тропічних хвороб, а також для підготовки корабельних і колоніальних лікарів. У 1893 році колишній військово-морський доктор Бернгард Нохт був призначений до новоствореного офісу портового лікаря. Він також створив у лікарні св. Георгія відділення для медичної допомоги хворим морякам. Всупереч планам бактеріолога Роберта Коха Нохт у 1899 році вибрав саме Гамбург як місце для інституту для вивчення тропічних захворювань, тому що «він повинен забезпечуватися через зарубіжний транспорт вкрай необхідними медикаментами». 1 жовтня 1900 року в колишній адміністративній будівлі лікарні моряків на гамбурзьких посадкових містках розпочав свою роботу новий інститут корабельних і тропічних хвороб, в якому на початку працювали 24 співробітники. Після відкриття шкіл тропічної медицини в Лондоні та Ліверпулі за рік до цього Гамбургський інститут став третьою такою установою в світі.
1902 року, працюючи в інституті, бактеріолог Густав Гімза удосконалив метод забарвлення збудників для дослідження під світловим мікроскопом, який винайшов Дмитро Романовський. Наразі відомий як метод Романовського—Гімзи.
Між 1910 і 1914 роками цегляна будівля з лабораторним крилом, лікарняним і тваринницьким корпусами була побудована за планами Фріца Шумахера. Крило будівлі, розташоване в районі Санкт-Паулі між Бернгард-Нохт-штрассе на високій північній стороні і вниз до берега порту по Девідштрассе. Численні декоративні рельєфи на фасаді старої будівлі виконав художник Йоганн Майкл Боссард. Незабаром після відкриття нової, престижної будівлі інституту, почалася Перша світова війна. Нова будівля під час війни функціонувала як військовий госпіталь.
1916 року, працюючи в інституті завідувачем відділу патології, бразильський науковець Енріке да Роше Ліма виділив у чистій культурі збудника епідемічного висипного тифу — Rickettsia prowazekii. У 1918 році він описав збудника траншейної гарячки Rickettsia quintana, в подальшому Rochalimea quintana, наразі Bartonella quintana.
У 1925 році інститут започаткував наукову медаль імені Бернгарда Нохта, якою нагороджувались науковці, що зробили великий внесок у вивчення тропічної медицини. Наразі нагорода вручається не тільки від імені інституту, але й Німецького товариства тропічної медицини, а нагороджений читає лекцію в Гамбурзі.
З нагоди 85-річчя Бернгарда Нохта, який 30 років (1900—1930) був директором Інституту тропічних хвороб, 7 листопада 1942 року інститут отримав його ім'я.
У 1930-х роках Ганс Фогель описав життєвий цикл збудника опісторхозу — Opisthorchis felineus.
Після 1945 року будівлю, що пошкодила бомба під час Другої світової війни, було відновлено. З 2003 року на місці колишнього тваринницького корпусу зведено нове крило, яке введено в експлуатацію наприкінці січня 2008 року. Зокрема, лабораторії з високим рівнем безпеки були повністю перероблені й з тих пір стали одним з найбезпечніших у світі.
Навколо вулиці на схід розташовані будівлі обласного штабу німецької служби погоди та Федерального морського і гідрографічного агентства.

## Сучасність інституту
Інститут поділений на три секції:
1. молекулярна біологія та імунологія,
2. клінічні дослідження,
3. епідеміологія та діагностика.

Національний довідковий центр з інфекційних хвороб тропіків також базується в інституті.
Інститут має максимальний рівень біобезпеки (BSL4) — лабораторії для дослідження високопатогенних вірусів і безпечний інсектарій (BSL3), який досліджує заражених комах.
Основні напрямки роботи інституту — вивчення проблем малярії, особливостей вірусів Марбурга, Ласса, Ебола, геморагічної гарячки Крим-Конго, імунології, епідеміології та клінічних проявів тропічних інфекцій, а також механізми передачі вірусів комарами.
Входив до структури Федерального міністерства охорони здоров'я Німеччини та урядового Агентства з соціальних питань, справ сім'ї, охорони здоров'я та довкілля Гамбурга до кінця 2007 року. З 1 січня 2008 року перейшов до Наукового товариства імені Лейбніца.
Серед останніх успіхів інституту — ідентифікація та розробка тесту на збудника SARS (2003), відкриття невідомої раніше стадії розвитку малярійного паразита в організмі людини, розробка нових терапевтичних підходів проти філярійних гельмінтів, особливо — онхоцеркоза (1998).
Інститут співпрацює з університетом імені Кваме Нкрума (Гана), у якого є лабораторний комплекс — Кумасі-Центр спільних досліджень тропічної медицини.
У 2006 році на базі інституту розгорнуто клініку, яка є частиною відділення гастроентерології, інфекційних захворювань і тропічної медицини Центру внутрішніх хвороб та дерматології Університетської клініки Гамбург-Еппендорф.